# Liphistius isan
Liphistius isan SCHWENDINGER, 1998 è un ragno appartenente al genere Liphistius della famiglia Liphistiidae.
Il nome del genere deriva dalla radice prefissoide greca λιπ-, lip-, abbreviazione di λιπαρός, liparòs cioè unto, grasso, e dal sostantivo greco ἰστίον, istìon, cioè telo, velo, ad indicare la struttura della tela che costruisce intorno all'apertura del cunicolo.
Il nome proprio deriva dalla regione dell'Isan, nome dato agli inizi del XX secolo alla porzione nordorientale della Thailandia. A sua volta il termine deriva dal sanscrito Ishan, che significa appunto nordest.

## Caratteristiche
Ragno primitivo appartenente al sottordine Mesothelae: non possiede ghiandole velenifere, ma i suoi cheliceri possono infliggere morsi piuttosto dolorosi.

## Distribuzione
Rinvenuta in alcune località della Thailandia nordorientale (Isan).